# ان‌جی‌سی ۱۴۰۷
ان‌جی‌سی ۱۴۰۷ (انگلیسی: NGC 1407) نام یک کهکشان در صورت فلکی جوی است.